# And I Love Her
And I love her je píseň, kterou v roce 1964 napsal Paul McCartney pro svou tehdejší dívku Jane Asherovou. Přesto je však připisována dvojici Lennon/McCartney.
Skladbu poprvé nahrála skupina Beatles a vyšla na jejím albu A Hard Day's Night. Od té doby vzniklo mnoho jejích coververzí.
česká coververze
Pod názvem „Přijď co nejdřív“ s textem Zdeňka Borovce ji v roce 1975 nazpíval Karel Černoch

## Nástroje
Paul McCartney: zpěv, baskytara
John Lennon: akustická kytara
George Harrison: akustická kytara, ozvučná dřívka
Ringo Starr: konga